# Antonius Subianto Bunjamin

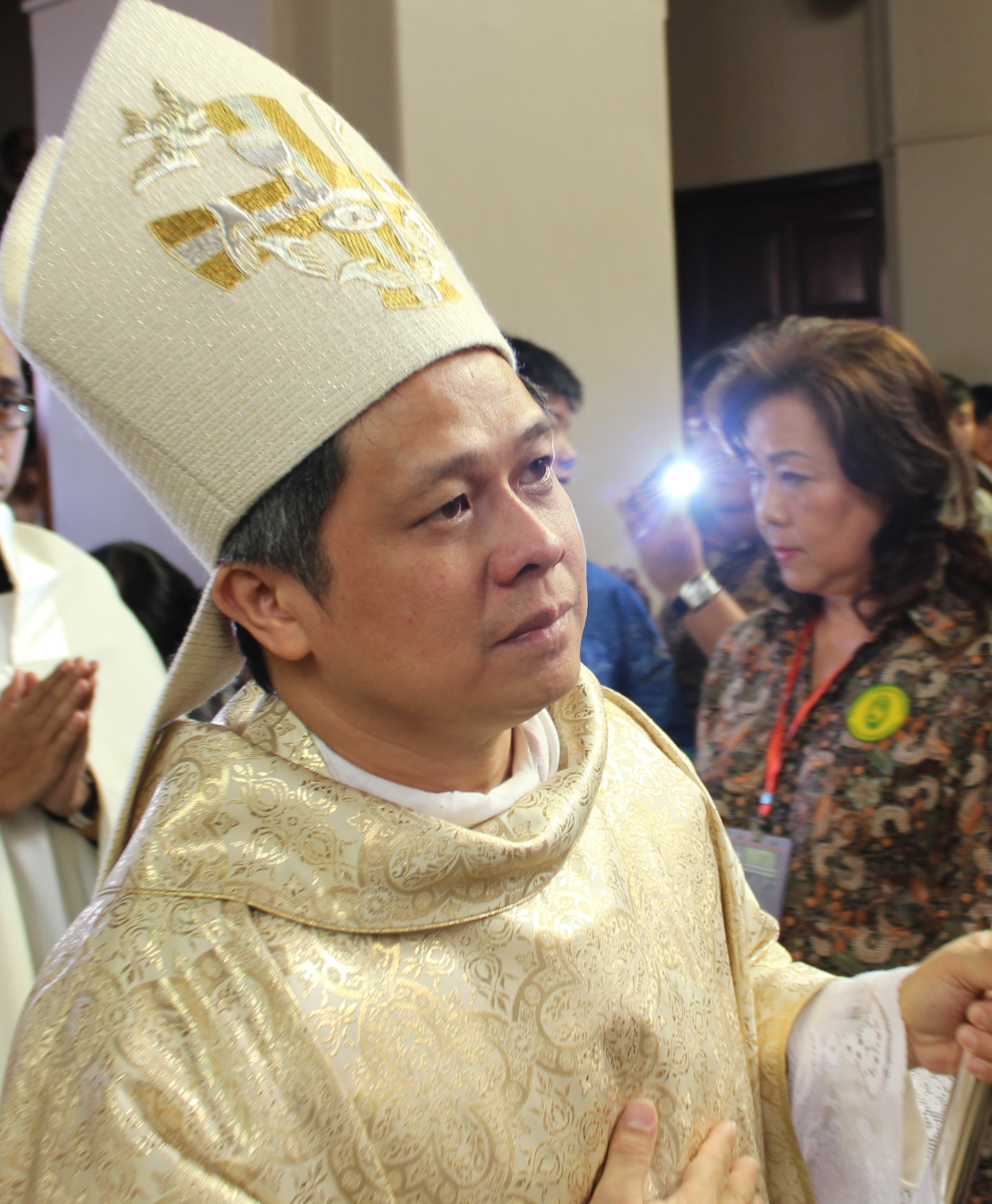
Mgr. Antonius Subianto Bunjamin, O.S.C.

Antonius Subianto Bunjamin OSC (* 14. Februar 1968 in Bandung, Indonesien) ist ein indonesischer Geistlicher und Bischof von Bandung.

## Leben
Antonius Subianto Bunjamin trat der Ordensgemeinschaft der Kreuzherren bei und legte am 28. August 1994 die ewige Profess ab. Er empfing am 26. Juni 1996 das Sakrament der Priesterweihe.
Am 3. Juni 2014 ernannte ihn Papst Franziskus zum Bischof von Bandung. Die Bischofsweihe spendete ihm der Erzbischof von Jakarta, Ignatius Suharyo Hardjoatmodjo, am 25. August desselben Jahres. Mitkonsekratoren waren sein Amtsvorgänger Johannes Maria Trilaksyanta Pujasumarta, der Erzbischof von Semarang, und der Bischof von Bogor, Paskalis Bruno Syukur.